# Leslie French
Leslie Richard French (* 23. April 1904 in Bromley, Kent; † 21. Januar 1999 in Ewell, Surrey) war ein britischer Schauspieler.

## Leben und Karriere

### Theater
Leslie French stand seit 1914 als Kinderdarsteller auf Londoner Bühnen, wo er auch Erfahrungen als Sänger und Tänzer sammelte. Im Jahr 1930 wurde er an das renommierte Old Vic Theatre verpflichtet, wo er noch im selben Jahr mit seiner Darstellung des Ariel in Shakespeares Der Sturm neben John Gielgud und Ralph Richardson für begeisterte Kritiken sorgte. Sein Name blieb mit der Figur des Ariel assoziiert, aber auch den Puck in Ein Sommernachtstraum spielte in insgesamt über 4000 Aufführungen, sodass er als „bester Puck und Ariel seiner Generation galt.“ Am Old Vic spielte er auch in weiteren Shakespeare-Stücken wie Antonius und Cleopatra, König Lear und Heinrich IV., Teil 1, vorwiegend in komödiantisch angelegten Rollen. 
French spielte auch regelmäßig am Open Air Theatre im Londoner Regent’s Park, wo er zusätzlich mehrere Male Regie übernahm. Neben den Werken Shakespeares trat French auch in Musikkomödien, Balletten und pantomimischen Aufführungen auf. Besondere Verdienste erwarb er sich in den 1950er-Jahren als Regisseur und Schauspieler bei der Entwicklung des Maynardville Open-Air Theatre in Kapstadt, für welche er 1963 den Key to the City von Kapstadt erhielt.

### Film und Fernsehen
1935 machte Leslie French sein Kinodebüt im Film Radio Pirates, doch erst ab Ende der 1950er-Jahre arbeitete er regelmäßig für Film und Fernsehen. Er wandte sich dabei insbesondere dem europäischen Film zu und spielte dreimal Nebenrollen unter Regie von Luchino Visconti, darunter in Der Leopard (1963) als höflicher Abgesandter, der vergebens Burt Lancasters Hauptfigur zum Einstieg in die Politik überreden will, und in Tod in Venedig (1971) als englischer Reiseagent, der Gustav von Aschenbach über die wütende Cholera-Epidemie aufklärt. In den Filmen Sommer der Verfluchten (1961) neben Dirk Bogarde und John Mills sowie Schöne Isabella (1967) neben Sophia Loren und Omar Sharif übernahm er jeweils die Nebenrolle eines Geistlichen. Im Fernsehen spielte er in Adaptionen klassischer Romane wie Emma (als Mr. Woodhouse), Bleak House (als Mr. Snagsby) und Eine Geschichte aus zwei Städten (als Jarvis Lorry).
Leslie French blieb bis zum Alter von 90 Jahren tätig und spielte in der Spätphase seiner Karriere neben Michael Gambon in der Fernsehserie Der singende Detektiv (1986) und übernahm auch eine kleine Rolle als Toilettenmann im James-Bond-Streifen Der Hauch des Todes (1987). Im Jahr 1988 trat French als Mathematiker im Doctor-Who-Serial Silver Nemesis auf, 25 Jahre zuvor hatte er bei der Entwicklung von Doctor Who als Kandidat für die Rolle des ersten Doktors gegolten, doch diese ging an William Hartnell. Insgesamt konnte French, der zeitlebens unverheiratet war, bei seinem Tod im Jahr 1999 auf eine Schauspiellaufbahn von insgesamt 80 Jahren zurückblicken.

## Filmografie (Auswahl)
- 1935: Radio Pirates
- 1939: Traitor's Gate (Fernsehfilm, Regie)
- 1941: This England
- 1958: Der lautlose Krieg (Orders to Kill)
- 1958: Der Sündenbock (The Scapegoat)
- 1959: Bleak House (Fernsehserie, 7 Folgen)
- 1960: Emma (Fernsehserie, 6 Folgen)
- 1960: The Malpas Mystery (Fernsehfilm)
- 1961: Sommer der Verfluchten (The Singer Not the Song)
- 1962, 1967: Mit Schirm, Charme und Melone (The Avengers, Fernsehserie, 2 Folgen)
- 1963: Der Leopard (Il gattopardo)
- 1963: Rettungsmannschaft – Das verlorene Modellflugzeug (The Rescue Squad)
- 1965: A Tale of Two Cities (Fernsehserie, 9 Folgen)
- 1967: Hexen von heute (Le streghe)
- 1967: Schöne Isabella (C'era una volta…)
- 1971: Tod in Venedig (Morte a Venezia)
- 1971: Jason King (Fernsehserie, 2 Folgen)
- 1974: Black Beauty (The Adventures of Black Beauty, Fernsehserie, Folge 2x24)
- 1974: Miss Nightingale (Fernsehfilm)
- 1983: Einladung zur Hochzeit (Invitation to the Wedding)
- 1986: Lovejoy (Fernsehserie, 2 Folgen)
- 1986: Der singende Detektiv (The Singing Detective, Miniserie, 6 Folgen)
- 1986–1987: Strike It Rich! (Fernsehserie, 8 Folgen)
- 1987: James Bond 007 – Der Hauch des Todes (The Living Daylights)
- 1988: Il giovane Toscanini
- 1988: Doctor Who (Fernsehserie, Folge 25x08)
- 1994: Screen Two (Fernsehserie, Folge 10x05)